# صنع القوالب

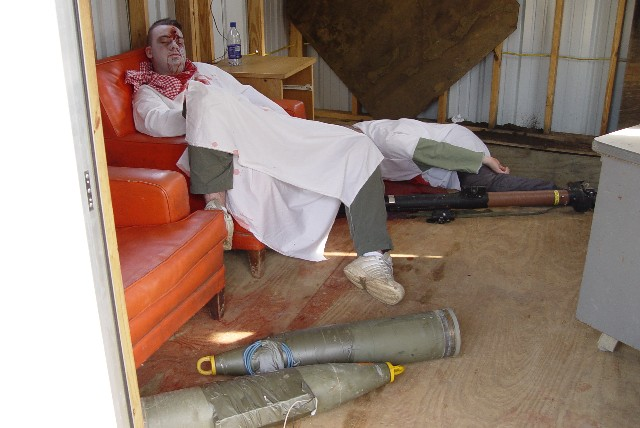
تعرض الصورة جنديًا "ميتًا" من قوات المعارضة من خلال صُنع القوالب.

صنع القوالب (في اللغة الفرنسية: القولبة/النمذجة) هو فن استخدام الإصابات الوهمية بغرض تدريب فرق الاستجابة لحالات الطوارئ وغيرهم من أفراد الخدمات الطبية والعسكرية. قد يكون صُنع القوالب بسيطًا مثل استخدام جروح المطاط أو اللاتكس مسبقة الصنع في أطراف «مريض» أو صدره أو رأسه أو غيرها، أو قد تكون أكثر تعقيدًا مثل استخدام تقنيات المكياج والتقنيات المعقدة لتوفير العناصر الواقعية (مثل الدم والتقيؤ والكسور المفتوحة وغيرها) لمحاكاة التدريب. تعود هذه الممارسات على الأقل إلى عصر النهضة، حيث كان يتم استخدام تماثيل الشمع لهذا الغرض.

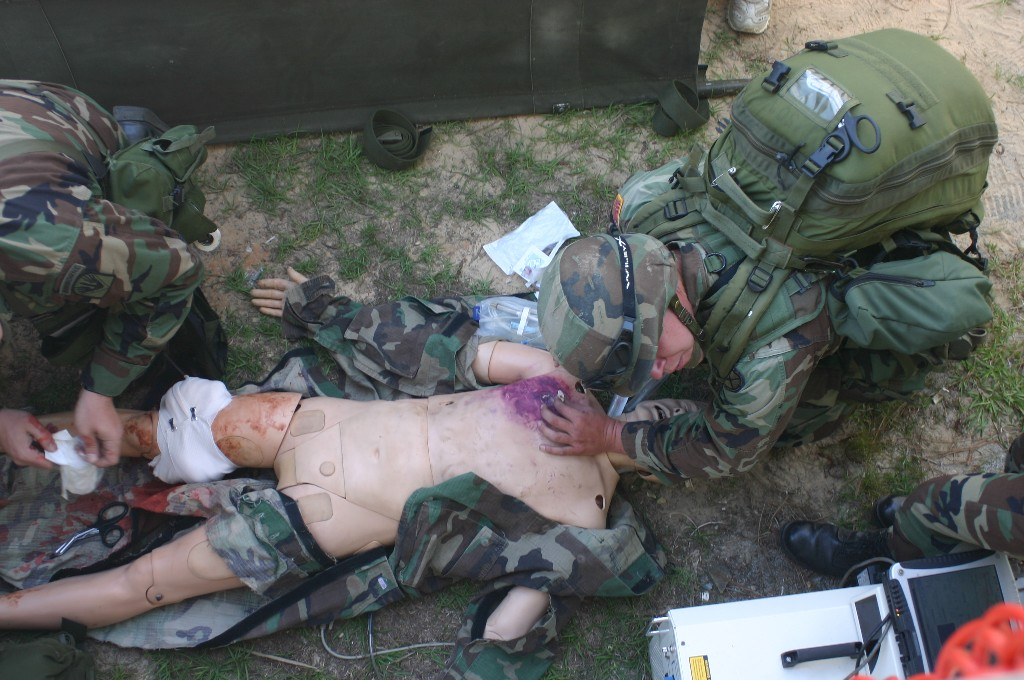
تظهر الصورة جنودًا أطباءً يعملون في برنامج تدريبي لمساعدة (دمية) مصنوعة من خلال قالب.

## نبذة تاريخية عن صنع القوالب الطبية
يعد تاريخ النماذج الشمعية قديمًا. كانت النماذج التشريحية الشمعية الأولى قد صنعت بداية من خلال Gaetano Giulio Zummo غايتانو جوليو زومو (1656م- 1701م) الذي عمل أولاً في نابلس ثم فلورنسا وأخيرًا باريس، حيث تم منحه حق الاحتكار عن طريق لويس الرابع عشر. وفي وقت لاحق، قدم (Jules Baretta) جوليس باريتا (1834م - 1923م) أكثر من 2000 نموذج شمعي رائع في مستشفى القديس لويس، باريس، حيث تم تجميع أكثر من 4000 نموذج شمعي. بينما كانت تتم صناعة النماذج الشمعية، كان يجري محادثات ممتعة مع المرضى ويغني الأغاني أو يعزف البيانو في بعض الأوقات. وكان الغرض من صنع القوالب هذه هو تعليم أطباء الأمراض الجلدية في جميع أنحاء العالم، ولكن في النهاية تم استبدالها بشرائح الألوان.
تم صنع القوالب في القرن التاسع عشر الميلادي من خلال المرضى الطبيين لأغراض تعليمية. وكان يتم رسم النموذج المعد لتقليد المرض الأصلي.

## وصلات خارجية
- Museum of Moulages, University of Zurich (English/ German)
- Jacobi, Eduard (1913) [1903]. Atlas der Hautkrankheiten [Atlas of Skin Diseases] (بالألمانية) (5th ed.). Berlin: Urban & Schwarzenberg. OCLC:250681193. Archived from the original on 2018-03-06.
- "Search Our Collection". Museum of Health Care. مؤرشف من الأصل في 2011-10-03. اطلع عليه بتاريخ 2011-12-03.
- Gordon، Ken (3 ديسمبر 2011). "OSU clinical instructor crafts simulated injuries, giving nursing students a more realistic look at trauma". The Columbus Dispatch. مؤرشف من الأصل في 2016-03-04. اطلع عليه بتاريخ 2011-12-03.
- للصور الشمع الطبية (صنع القوالب) http://www.moulagen.de/ Archiv für medizinische Wachsbilder (Moulagen